# Parafia Świętych Apostołów Piotra i Pawła w Serbach
Parafia pw. Świętych Apostołów Piotra i Pawła w Serbach – parafia rzymskokatolicka, terytorialnie i administracyjnie należąca do diecezji zielonogórsko-gorzowskiej, do dekanatu Głogów – św. Mikołaja. W parafii posługę pełnią księża diecezjalni, a proboszczem jest ks. Marek Waściński.  

## Historia parafii
Dzieje parafii nierozerwalnie łączą się z losami osiedleńców, którzy na przełomie 1945/46 roku wnosili do opustoszałej i zrujnowanej wioski nowe życie. Wcześniejsi mieszkańcy miejscowości, w większości ewangelicy, użytkowali wybudowany w 1911 roku kościół, katolicy zaś uczęszczali do głogowskiej kolegiaty. W trakcie walk obie świątynie legły w gruzach.
Pierwszym obiektem sakralnym stała się przerobiona ze zdewastowanej stolarni kaplica, którą poświęcono 14 lipca 1946 roku. Otrzymała wezwanie Świętych Apostołów Piotra i Pawła. W maju 1949 roku opiekę nad parafią obejmuje Zgromadzenie Najświętszego Odkupiciela, związane z głogowskim klasztorem o.o. Redemptorystów. Z tą chwilą placówka w Serbach przejęła funkcję parafii kolegiackiej. W 1951 roku wspólnota przeżywa pierwsze misje święte. Ożywienie życia religijnego doprowadziło do podjęcia w 1957 roku decyzji odbudowania zrujnowanego w 70% kościoła ewangelickiego.
Dnia 25 października 1959 roku biskup wrocławski Bolesław Kominek dokonał konsekracji świątyni, która w kolejnych latach była sukcesywnie doposażona i upiększana. Dotychczasowa kaplica stała się obiektem katechetycznym i siedzibą urzędu parafialnego. W 1963 roku Serby po raz pierwszy nawiedza kopia cudownego obrazu jasnogórskiego. W tym czasie w parafii funkcjonują grupy modlitewne, działa chór i zespół mandolinistek, systematycznie poszerza się krąg ministrantów. Lata 70. to inwestycje związane z gruntownym przeobrażeniem wnętrza kościoła, nadające mu zbliżony do dzisiejszego, bardziej nowoczesny wygląd. Poświęcenia nowego ołtarza oraz rzeźb i polichromii dokonał bp Wilhelm Pluta (26.10.1975), zaś witraży bp Paweł Socha (16.01.1977). Od 14 sierpnia 1978 roku pod opiekę parafii został oddany kościół filialny w Goli obsługiwany dotąd przez proboszcza z Wilkowa. W początkach lat 80. podjęto wielkie dzieło budowy kompleksu parafialnego mieszczącego nie tylko plebanię ale również szereg pomieszczeń o charakterze duszpastersko-katechetycznym. Mimo że obiekt poświęcono w 1989 roku, jego adaptacja trwa praktycznie do dziś.
Biskup Józef Michalik 31 sierpnia 1989 roku eryguje nową parafię pod wezwaniem Świętych Apostołów Piotra i Pawła w Serbach powstałą z podziału dotychczasowej parafii kolegiackiej w Głogowie – Serbach. Od początku lat 90. realizowano kolejne inwestycje, przede wszystkim pokrycie dachu kościoła blachą miedzianą i zagospodarowanie otoczenia świątyni. Doniosłe wydarzenia religijne w tym czasie to peregrynacja kopii obrazu Matki Boskiej Częstochowskiej (1992r) oraz relikwii Św. Braci Męczenników z Międzyrzecza (2002r.). Na trwałe wpisały się w dzieje parafii tragiczne wydarzenia bandyckiego napadu na plebanię z 12 stycznia 2008 roku i śmierci o. Władysława Polaka i jego gospodyni p. Heleny Rogala, których mord upamiętniają dzisiaj symboliczne tablice. Decyzją władz zakonnych zaaprobowaną przez bp. Stefana Regmunta z dniem 12 czerwca 2008 roku Redemptoryści po 60 latach pracy duszpasterskiej zakończyli swą misję w Serbach, przekazując ją księżom diecezjalnym.
Już pod opieką nowego proboszcza, ks. kan. Leszka Okpisza, wspólnota parafialna przeżyła w październiku 2009 r. jubileusz 50-lecia poświęcenia kościoła i w grudniu 2011 r. wizytację ks. biskupa. W kwietniu 2011 r. zostaje założona automatyka dzwonu na wieży kościoła, a w grudniu 2012 zostają zamontowane kuranty – od teraz dzwony biją codziennie o 12:00 wzywając do Modlitwy Anioł Pański i o 21:00 prosząc o powstanie do Apelu Jasnogórskiego. We wrześniu 2013 r. zostaje odnowiony krzyż misyjny. W marcu 2014 r. zostają założone nowe schody do kościoła i wykony podjazd dla wózków inwalidzkich. Od lipca do września 2014 r. została wykonana nowa elewacja kościoła.  We wrześniu 2014 r. w parafii przeżywane były Misje Święte. W marcu 2015 r. podczas rekolekcji wielkopostnych wspólnota parafialna przeżywa peregrynacje kopi obrazu Jezu Ufam Tobie. W 2017 r. z wizytacją kanoniczną przyjechał ks. bp. Tadeusz Lityński. 11 listopada 2022 roku, po ponad 14 latach swoją posługę w parafii zakończył ks. kan. Leszek Okpisz. Z dniem 12 listopada posługę jako administrator rozpoczął ks. Marek Waściński.

## Miejscowości parafii
W skład parafii wchodzą:
- Serby (woj. dolnośląskie, powiat głogowski, gm. Głogów),
- Stare Serby (woj. dolnośląskie, powiat głogowski, gm. Głogów),
- Gola (woj. lubuskie, powiat wschowski, gm. Szlichtyngowa)

## Liczba parafian
Parafia liczy łącznie 1060 wiernych.

## Świątynie parafii
- Kościół parafialny pw. Świętych Apostołów Piotra i Pawła w Serbach;
- Kościół filialny pw. Świętej Jadwigi Śląskiej w Goli;